# Migel Anhel Moja
Migel Anhel Moja (rođen 2. aprila 1984) španski je golman koji trenutno brani za Real Sosijedad.

## Biografija
Moja je rođen u Binisalemu, Španija. Igra na poziciji golmana, a trenutno igra za Atletiko Madrid. Karijeru je započeo u Majorki, gde je bio do 2009. godine, zatim je prešao u Valensiju za 5 miliona evra i branio do 2012. godine. Od 2011. do 2012. bio je na pozajmici u Hetafeu da bi prešao za Hetafe 2012. godine. Do 2014. Moja je bio u Hetafeu, da bi prešao u Atletiko Madrid gde je i trenutno. Moja je branio i za neke omladinske reprezentacije Španije.

## Trofeji

### Atletiko Madrid
- Superkup Španije (1) : 2014.
- Liga šampiona : finale 2015/16.

### Mlađe selekcije Španije
- Evropsko prvenstvo до 16 (1) : 2001.
- Evropsko prvenstvo до 19 (1) : 2002.
- Svetsko prvenstvo до 20 : finale 2003.